# Daurski jezik
Daurski jezik (daur, daguor, dagur, dawar, dawo’er, tahuerh, tahur; ISO 639-3: dta) altajski jezik istočnomongolske podskupine dagur, kojim govori 96 100 ljudi u Kini (1999 Y. Dong), od preko 132 000 etničkih Daura ili Dagura u Unutrašnjoj Mongoliji.
Službeni regionalni jezik. Postoji cijeli niz dijalekata: buteha (35 000; butah, bataxan, nawen, nemor, aihui, darbin, mergen), haila’er (15 500; hailar, nantun, mokertu), qiqiha’er (35 000; qiqihar, tsitsikhar, jiangdong, jingxi, fularji), ili (4500).

## Vanjske poveznice
- Ethnologue (14th)
- Ethnologue (15th)